# 赫莫薩 (新墨西哥州)
赫莫薩（英語：Hermosa）是位於美國新墨西哥州謝拉縣的鬼鎮。

## 歷史
赫莫薩的郵局於1884年設立，其後於1929年停運。

## 地理
赫莫薩所處的海拔為高於海平面1862米（即6109英呎），而該地所採用的時區為UTC-7，即北美山地时区（MST）。同時該地設有夏令時間，為UTC-7調快一小時，即UTC-6（MDT）。